# بيتر كورني
بيتر كورني (بالإنجليزية: Peter Corney) ولد في القرن الثامن عشر - وتوفي في 31 أغسطس 1835. كان بحارا ومستكشفا إنجليزيا، عبر المحيط الهادي مرات عديدة، وأفضل معرفة به هو عند عمله برحلة في شمال المحيط الهادئ.
توفي كورني في 31 أغسطس 1835 في شركة عائلته حين عبور القنال الإنجليزية.